# 1961 w polityce

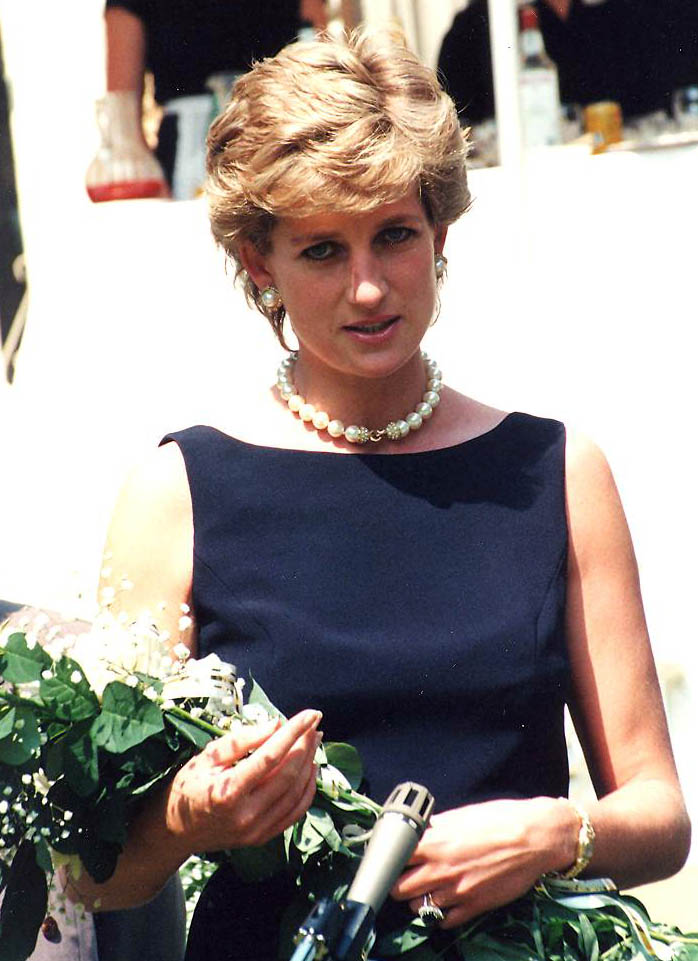
Księżna Diana

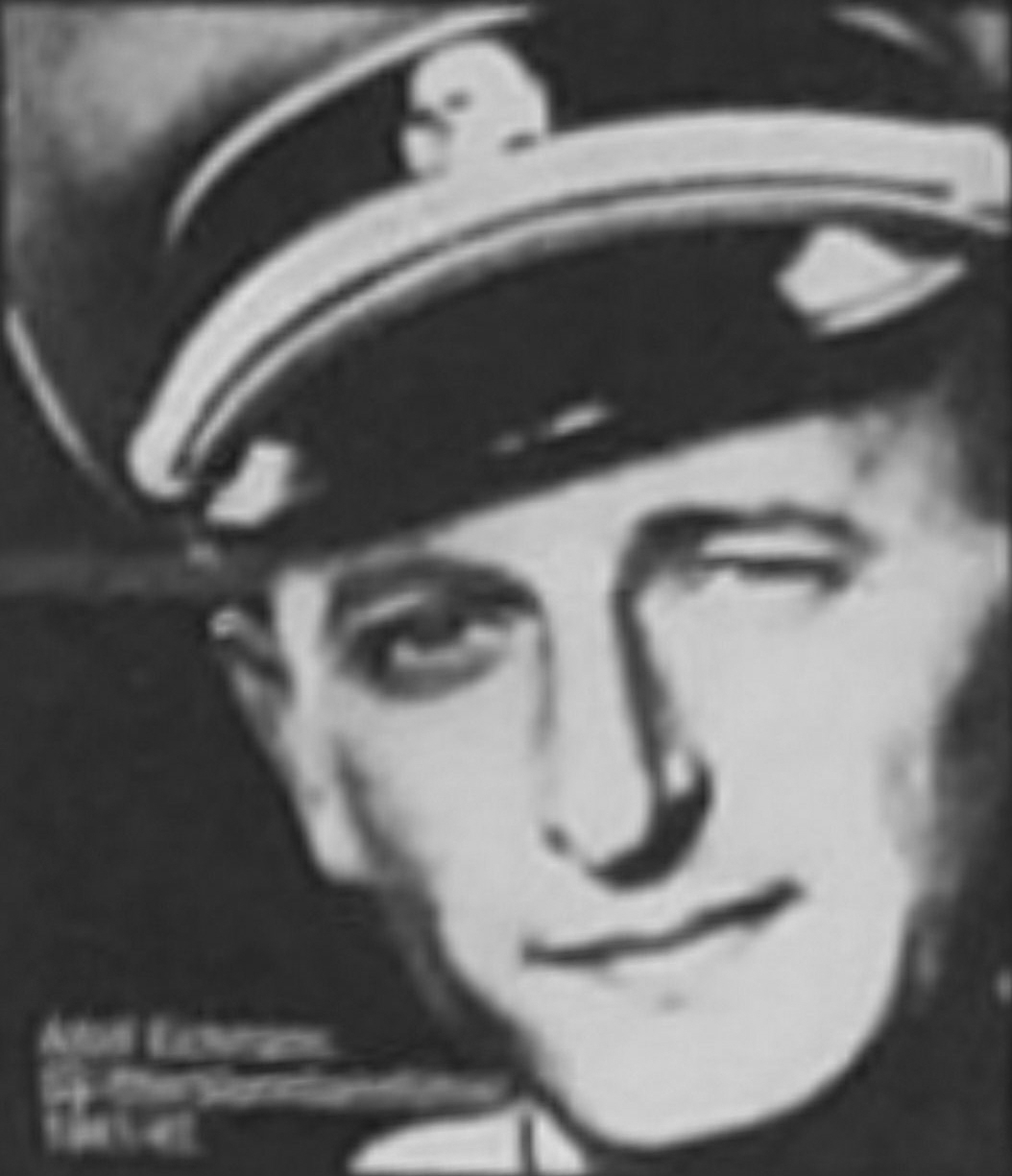
Adolf Eichmann

Wydarzenia polityczne w 1961 roku.

## Styczeń
- 3 stycznia – Waszyngton zerwał stosunki dyplomatyczne z Kubą. Bezpośrednim powodem było oskarżenie Stanów Zjednoczonych przez Fidela Castro o szpiegostwo i dostarczanie pomocy emigrantom kubańskim w Stanach Zjednoczonych[1].
- 28 stycznia – w Londynie powstała organizacja Amnesty International[1].

## Luty
- 26 lutego – zmarł król Maroka Muhammad V. Następcą tronu został jego syn Hasan II[1].

## Kwiecień
- 17–19 kwietnia – CIA przeprowadziła nieudaną Inwazję w Zatoce Świń[1].
- 27 kwietnia – brytyjska kolonia Sierra Leone uzyskała niepodległość[1].

## Maj
- 1 maja – Fidel Castro ogłosił Kubę państwem socjalistycznym i zniósł wybory powszechne na Kubie[1].
- 3 maja – komunistyczny Pathet Lao (główna partia polityczna w Laosie) i przedstawiciele rządu neutralnego zawarli rozejm, na mocy którego podzielono Laos na strefy kontrolowane przez ich wojska[1].
- 31 maja – Związek Południowej Afryki wystąpił z brytyjskiej Wspólnoty Narodów oraz zmienił nazwę kraju na Południowa Afryka. Decyzja z Pretorii wywołała liczne protesty na świecie[1].

## Czerwiec
- 19 czerwca – Wielka Brytania zniosła protektorat nad Kuwejtem, który stał się niepodległym państwem[1].
- 22 czerwca – Kuwejt przyjęto do Ligi Państw Arabskich[1].

## Lipiec
- 1 lipca – urodziła się Diana Spencer, księżna Walii (zm. 1997)[2].
- 31 lipca – przedstawiciele Filipin, Malezji i Tajlandii podpisali deklarację o utworzeniu Stowarzyszenia Azji Południowo-Wschodniej. Nowa organizacja miała na celu zacieśnienie współpracy gospodarczej i politycznej regionu[1].

## Sierpień
- 4 sierpnia – urodził się Barack Obama, prezydent Stanów Zjednoczonych i laureat pokojowej Nagrody Nobla[3].
- 12/13 sierpnia – jednostki Armii Czerwonej wybudowały Mur Berliński. W tym samym czasie władze Niemieckiej Republiki Demokratycznej zdecydowały się na zamknięcie granicy pomiędzy Berlinem Zachodnim a swoim terytorium[1].

## Wrzesień
- 18 września – w katastrofie lotniczej zginął Dag Hammarskjöld, sekretarz generalny Organizacji Narodów Zjednoczonych i laureat pokojowej Nagrody Nobla[4].

## Październik
- Pokojową Nagrodę Nobla otrzymał pośmiertnie Dag Hammarskjöld[1].

## Grudzień
- 9 grudnia – brytyjska kolonia Tanganika uzyskała niepodległość[1].
- 15 grudnia – sądzony w Izraelu hitlerowski zbrodniarz Adolf Eichmann został skazany na śmierć[5][6].